# صفية بنت عبد الرحمن
صفية بنت عبد الرحمن بن محمد بن علي بن يعيش شاعرة ورد ذكرها في كتاب نزهة الجلساء في أشعار النساء لجلال الدين السيوطي، قال عنها قال أبن النجار: «كانت واعظة أديبة فاضلة»، توفيت سنة عشرين وستمائة وقد أورد الصفدي أنها بغدادية، وفرَّق السيوطي بينها وبين صفية البغدادية.

## بعض شعرها
تُنسب لها الأبيات التالية:
.